# Afanasiivka, Snihurivka
Afanasiivka (în ucraineană Афанасіївка) este localitatea de reședință a comunei Afanasiivka din raionul Snihurivka, regiunea Mîkolaiiv, Ucraina.

## Demografie
Componența lingvistică a localității Afanasiivka
     Ucraineană (96,19%)
     Rusă (3,81%)
Conform recensământului din 2001, majoritatea populației localității Afanasiivka era vorbitoare de ucraineană (96,19%), existând în minoritate și vorbitori de rusă (3,81%).